# チャールストン (曲)

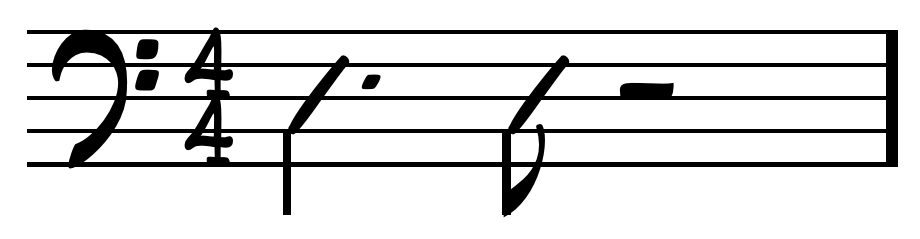
伴奏/コンピング (comping) でよく使われる、チャールストンのリズム。

「チャールストン」（Charleston：The Charleston、ないしCharleston, South Carolina とも)」は、チャールストン・ダンスの伴奏楽曲として書かれた、ジャズの楽曲。1923年にセシル・マック (Cecil Mack) が作詞し、ストライド (stride) のピアノ演奏法をもたらしたジェイムズ・P・ジョンソン (James P. Johnson) が作曲した。 この曲は、アメリカ合衆国の黒人によるブロードウェイ・シアターのミュージカル・コメディで、1923年10月29日にニューヨークのニュー・コロニアル劇場 (New Colonial Theatre) で初演された『Runnin' Wild』で大きく取り上げられた。ジョンソンは、サウスカロライナ州の荷役労働者たちの音楽から着想を得て、この曲を書いた。当時は、チャールストンと称されたダンスが流行りはじめていた。歌詞は、チャビー・チェッカーの1961年の録音など、一部の例外を除いて、ほとんど歌われることはないが、1900年代において最も優れたソングライターのひとりであったセシル・マックが書いたものである。この曲のドライブ感のあるリズムは、基本的には3:2クラーベ（ソン・クラーベ）の第一小節であり、ジャズで広く用いられるようになっており、ミュージシャンたちの間では、現在もチャールストンという名で呼ばれている。和声的にみると、この曲はラグタイム進行 (ragtime progression) と呼ばれる、I-VI7-II7-V7-I の5つのコードから成っている。
ジェームズ・ステュアートとドナ・リードが主演した1946年のクリスマス映画『素晴らしき哉、人生! (It's a Wonderful Life)』において、学校でのダンスの場面でこの曲が流れている。ドリス・デイとゴードン・マクレー (Gordon MacRae) が主演した1950年の『二人でお茶を (Tea for Two)』では、この曲が大きく取り上げられる曲のひとつとなっている。2013年の映画『華麗なるギャツビー (The Great Gatsby)』で流れるウィル・アイ・アムの「バン・バン (Bang Bang)」は、この曲の旋律に、ソニー・ボノ (Sonny Bono) の同名異曲（「Bang Bang (My Baby Shot Me Down)」）の歌詞をのせるなどしたものである。